# Tarimoro
Tarimoro är en ort i Mexiko.   Den ligger i kommunen Tarimoro och delstaten Guanajuato, i den centrala delen av landet, 190 km nordväst om huvudstaden Mexico City. Tarimoro ligger 1 782 meter över havet och antalet invånare är 12 677.
Terrängen runt Tarimoro är kuperad österut, men västerut är den platt. Runt Tarimoro är det ganska tätbefolkat, med 70 invånare per kvadratkilometer. Närmaste större samhälle är Salvatierra, 15,3 km sydväst om Tarimoro. Trakten runt Tarimoro består till största delen av jordbruksmark.